# Lizzie McGuire
Lizzie McGuire é uma série de televisão de comédia norte-americana criada por Terri Minsky que estreou no Disney Channel em 12 de janeiro de 2001. A série é estrelada por Hilary Duff como a personagem titular que aprende a navegar nas situações pessoais e sociais de sua adolescência. Duff também dá voz a uma versão animada de Lizzie que realiza solilóquios para expressar os pensamentos e emoções da personagem. Também é estrelada por Lalaine, Adam Lamberg, Jake Thomas, Hallie Todd e Robert Carradine. A série foi finalizada em 14 de fevereiro de 2004, após a produção de um total de 65 episódios. Um filme baseado na série, The Lizzie McGuire Movie, foi lançado em 2003.
A série foi indicada a dois Emmy Awards em 2003 e 2004 na categoria de Outstanding Children's Program. O episódio piloto recebeu uma indicação ao prêmio de Best Children's Script no Writers Guild of America Awards. A série também ganhou e recebeu várias indicações ao Nickelodeon Kids' Choice Awards de 2002 a 2005. Os críticos da televisão reconheceram a natureza inocente da série, bem como o apelo dos escritos aos adolescentes.
Uma série revival foi anunciada em agosto de 2019 para entrar em produção para o Disney+, com Duff reprisando seu papel e Minsky retornando como showrunner, mas Minsky posteriormente deixou o projeto. Lamberg, Thomas, Todd e Carradine também foram contratados para retornar à série em seus papéis originais. A série começou a ser produzida em associação com o Disney Channel, mas entrou em um hiato após a saída de Minsky e não foi retomada; o revival foi oficialmente cancelado em dezembro de 2020.

## História
Lizzie McGuire (Hilary Duff) é uma garota de 13 anos que atravessa o turbulento mundo da adolescência, abordado nesta série com tecnologias originais e um personagem animado que é o porta-voz do universo interior de Lizzie.
Enquanto Lizzie enfrenta os conflitos próprios da adolescência, seu alter ego representado por um personagem animado, revela seus pensamentos e sentimentos mais íntimos. Ter de lidar com uma mãe que se mete demais em sua vida, um pai que é completamente desorientado com adolescentes na casa, um irmão que não pára de se meter em encrencas e com seus inseparáveis amigos Miranda (Lalaine) e Gordon (Adam Lamberg), que sempre a colocam em alguma confusão.
Graças aos comentários de seu alter ego – representado por um personagem animado – ficamos sabendo o que Lizzie pensa e sente e assim podemos compreender mais profundamente o tipo de emoção que atravessa uma menina da sua idade. A Lizzie em desenho sente e sofre, assim como seu par de carne e osso. Por ser uma animação, expressa seus sentimentos de vários modos: pode derreter, explodir ou voar em uma bolha. Combinando meios cinematográficos, digitais e de animação, cada episódio desta série original examina, com estilo singular, as experiências de uma adolescente.

## Elenco
- Hilary Duff como Lizzie McGuire
- Lalaine como Miranda Isabella Sanchez
- Adam Lamberg como  David "Gordo" Gordon
- Jake Thomas como Matthew Shane "Matt" McGuire
- Hallie Todd como Joanne "Jo" McGuire
- Robert Carradine como  Samuel "Sam" McGuire
- Ashlie Brillault como  Katherine "Kate" Sanders
- Clayton Snyder como Ethan Craft
- Kyle Downes como Lawrence "Larry" Tudgeman III

## Episódios
| Temporada | Temporada | Episódios | Lançamento na Televisão | Lançamento na Televisão | Término na Televisão    | Término na Televisão |
| Temporada | Temporada | Episódios | Original                | Brasil                  | Original                | Brasil               |
| --------- | --------- | --------- | ----------------------- | ----------------------- | ----------------------- | -------------------- |
|           | 1         | 30        | 12 de Janeiro de 2001   | 2001                    | 18 de Janeiro de 2002   | 2002                 |
|           | 2         | 34        | 8 de Fevereiro de 2002  | 2002                    | 29 de Fevereiro de 2004 | 2004                 |

## Filme
Um filme baseado na série, The Lizzie McGuire Movie, estreou em 2 de maio de 2003 e ficou em segundo lugar nas bilheterias, atrás de  X2: X-Men United. Ele arrecadou $42.7 milhões na bilheteria americana. Eventualmente, ele arrecadou $55.6 milhões ao redor do mundo. O filme recebeu críticas divididas, entre elas que o filme foi "uma promoção descarada da imagem de Duff, assim como Crossroads foi para Britney Spears". No entanto, muitas avaliações foram positivas e encorajadoras.

## Revival cancelado
Um revival da série foi anunciado pela Disney em agosto de 2019. A produção acompanharia Lizzie vivendo em Nova York em sua fase adulta. Mas por divergências criativas entre a produção da série e a Disney o projeto foi oficialmente cancelado em dezembro de 2020. Nomes do elenco original como Hilary Duff, Adam Lamberg e Jake Thomas já estavam escalados para reprisar seus papéis originais.

## Trilha sonora
- Lizzie McGuire
- The Lizzie McGuire Movie
- Lizzie McGuire Total Party!